# Sol Nascente

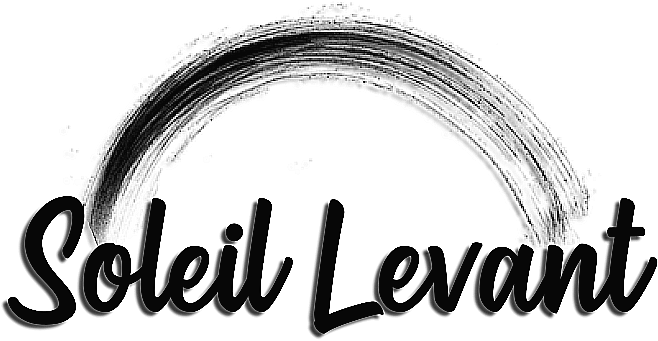
Logotipo francés de la serie

Sol Nascente (en español:Sol Naciente) es una telenovela brasileña producida y transmitida por TV Globo, desde el 29 de agosto de 2016 en sustitución de Êta Mundo Bom!. Es la 88 ª "novela en el horario de las seis". 
Escrita por Walther Negrão, Suzana Pires y Júlio Fischer, con la colaboración de Jackie Vellego y Fausto Galvão, dirigida por João Boltshauser, Bruno Martins y Felipe Louzada, con la dirección general de Marcelo Travesso y Leonardo Nogueira, también director artístico.
Protagonizada por Giovanna Antonelli y Bruno Gagliasso, con las participaciones antagónicas de Laura Cardoso, Rafael Cardoso, Rafael Zulú, Malvino Salvador y Maria Joana. Cuenta con las actuaciones estelares de los primeros actores Luís Melo, Francisco Cuoco y Aracy Balabanian.

## Sinopsis
Situado en el pueblo del sol naciente, la trama sigue el curso de dos amigos de diferentes orígenes. Alice y Mario nieto de inmigrantes italianos, Geppina y Gaetano, que vinieron a Brasil para escapar de la mafia y Mario que es amigo de la infancia de Alice. Criada por el inmigrante japonés Kazuo Tanaka como su hija adoptiva, junto con las primas Yumi, Hiromi y Hideo. La amistad es sacudida cuando Mario se enamora de su amiga, quien se marcha a estudiar a Japón durante dos años. Inmaduro e impulsivo, tendrá que cambiar su manera de conquistar a Alice, quien se involucra con César, un hombre que aparenta ser perfecto, pero que en realidad  Cesar  es un hombre que intentará hacer todo lo posible de separa de a Alice y Mario Cesar es ambicioso mentiroso manipulador y abusador de mujeres la idea de separar a Bruno y Alice es de Sinha  la abuela  de Cesar una mujer cruel
también un hombre abusador de mujeres y mentiroso Dona Sinha abuela de Cesar es  peor que Cesar Carolina una mujer sin escrúpulo hija de un mafioso Joao  Mario un hombre ambicioso igual que 
Cesar

## Reparto
| Actor/Actriz          | Personaje                  |
| --------------------- | -------------------------- |
| Giovanna Antonelli    | Alice Tanaka               |
| Bruno Gagliasso       | Mario De Angeli            |
| Rafael Cardoso        | Vladmir Cesar Teixeira     |
| Aracy Balabanian      | Geppina De Angeli/Filomena |
| Francisco Cuoco       | Gaetano De Angeli/Luigi    |
| Luís Melo             | Kazuo Tanaka               |
| Letícia Spiller       | Lenita                     |
| Marcello Novaes       | Vittorio De Angeli         |
| Marcelo Faria         | Felipe                     |
| Henri Castelli        | Ralf Tatoo                 |
| Maria Joana           | Carolina                   |
| Cláudia Ohana         | Loretta                    |
| Laura Cardoso         | Dona Sinhá                 |
| Giovanna Lancellotti  | Milena De Angeli           |
| João Côrtes           | Peppino De Angeli          |
| Renata Domínguez      | Sirlene                    |
| Carol Nakamura        | Hiromi Tanaka              |
| Jacqueline Sato       | Yumi Tanaka                |
| Miwa Yanagizawa       | Mieko Tanaka               |
| Sylvia Bandeira       | Ana Clara                  |
| Jean Pierre Noher     | Patrick                    |
| Marcello Melo Jr      | Tiago                      |
| Juliana Alves         | Dora                       |
| Emílio Orciollo Netto | Damasceno                  |
| Luma Costa            | Elisa                      |
| Cinara Leal           | Vanda                      |
| Pablo Morais          | Nuno                       |
| Val Perré             | Quirino                    |
| Tatiana Tibúrcio      | Chica                      |
| Érika Januza          | Júlia                      |
| Paulo Chun            | Hideo                      |
| Márcio Kieling        | Bernardo                   |
| João Carlos Barroso   | Miranda                    |
| Flávia Guedes         | Kika                       |
| Ana Lima              | Paula                      |
| Caroline Verban       | Ciça                       |
| Roberta Piragibe      | Nanda                      |
| Rick García           | Pescuezo                   |
| Felipe Mago           | Wagner                     |
| Lucas Sapucahy        | Cauã                       |

## Repercusión

### Audiencia
En el primer capítulo, la telenovela registró 25.4 puntos en Sao Paulo. La audiencia es la mitad de un punto inferior a la registrada para el cuadro anterior en su primer capítulo, pero mantuvo el rango promedio. [48]
A mediados de 2017 la exhibieron los canales France Ô y Outremer Première, controlados por el broadcaster público de Francia.
En Portugal la transmitió el canal Globo Básico. El estreno de la telenovela fue visto por 106 millones de televidentes, el mejor rating de las 20 horas ese día en la TV pagada.
En Cuba se exhibió desde la segunda quincena de noviembre de 2018.

## Controversia
La representación de Luís Melo de un personaje de origen japonés, en sustitución de Ken Kaneko, causó incomodidad entre la comunidad japonesa y la prensa en general debido a la falta de representación asiática en el reparto, acusando a la emisora de prejuicios y yellowface - la práctica de la escalada de actores occidentales a papeles orientales para ajustarse al estándar de belleza local. En una entrevista para el diario Folha de S.Paulo, Kaneko dijo que no había justificación para su sustitución y que estaba profundamente herido con la situación. En la misma publicación, otros actores criticaron el poco espacio para orientales en la televisión y la estereotipación para papeles caricaturizados, que incluyen la pronunciación errónea del portugués y el hecho de forzar el acento japonés, considerando irrespetuosos y absurdos tales actos. Según el periodista Fábio Ando Filho, defensor del boicot por el intento blanco de mistificar y ridiculizar a otras razas: "La novela se propuso homenajear a una minoría racial, pero en realidad está creando historias apetecibles para el público blanco". La Sociedad Brasileña de Cultura Japonesa y Asistencia Social, pidió fidelidad y respeto a la cultura.
Entrevistado por el portal UOL, Luis Melo declaró que el arte no necesita ser necesariamente fiel a la realidad, pero acabó siendo nuevamente criticado por su posicionamiento. La elección de Giovanna Antonelli también fue criticada y controvertida, ya que la actriz no tiene relación con la comunidad japonesa y el personaje tuvo que ser alterado por el autor como adoptado por la familia para intentar el estancamiento de las críticas. En la prensa, el nombre de Daniele Suzuki fue el más citado para el papel.